# Атака лёгкой кавалерии (фильм, 1912)
«Атака лёгкой кавалерии» (англ. The Charge of the Light Brigade) — американский короткометражный драматический фильм Джеймса Сирл-Доули.

## Сюжет
Фильм рассказывает об одном инциденте во времена Крымской войны 1854 года, когда британская кавалерийская часть, запутавшись в приказах, атаковала русскую артиллерию и была уничтожена.

## В ролях
| Актёр         | Роль           |
| ------------- | -------------- |
| Бен Ф. Уилсон | капитан Моррис |
| Ричард Нилл   | капитан Нолан  |
| Джеймс Гордон | лорд Раглан    |
| Чарльз Саттон | лорд Лакан     |